# Атлантик Рекърдс
„Атлантик Рекърдс“ (Atlantic Recording Corporation, накратко ARC) е американска звукозаписна компания, музикален издател и разпространител, известна предимно със записи на ритъм енд блус, рокендрол и джаз. Тя е една от най-старите независими звукозаписни компании, но днес оперира като поделение на „Уорнър Мюзик Груп“, която обединява „Атлантик Рекърдс“ и „Елетра Ентъртеймънт Груп“ под новото име „Атлантик Рекърдс Груп“ през 2004 година.
С компанията са записвали „Лед Зепелин“, АББА, „Ей Си/Ди Си“, Джон Колтрейн, Алис Купър, „Форинър“, „Дженезис“, Пантера и много други.